# Davah Tāqī
Davah Tāqī (persiska: دَوَه ياتاقی, دوه تاقی, Davah Yātāqī) är en ort i Iran.   Den ligger i provinsen Östazarbaijan, i den nordvästra delen av landet, 400 km väster om huvudstaden Teheran. Davah Tāqī ligger 2 041 meter över havet och antalet invånare är 548.
Terrängen runt Davah Tāqī är lite bergig, och sluttar österut.Runt Davah Tāqī är det ganska glesbefolkat, med 47 invånare per kvadratkilometer. Davah Tāqī är det största samhället i trakten. Trakten runt Davah Tāqī består i huvudsak av gräsmarker.